# Campagne des Balkans
Théâtre européen de la Seconde Guerre mondiale
Batailles
- Invasion de l'Albanie
- Guerre italo-grecque
- Invasion de la Yougoslavie
- Opération Châtiment
- Bataille de Grèce
- Opération Abstention
- Bataille de Crète
- Campagne de la mer Noire

Batailles et opérations des campagnes d'Afrique, du Moyen-Orient et de Méditerranée
- Guerre du Désert
- Campagne d'Afrique de l'Est
- Campagne d'Afrique du Nord
- Bataille de la Méditerranée
- Bombardements italiens de la Palestine mandataire
- Bombardement du Bahreïn
- Campagne du Gabon
- Campagne des Balkans
- Guerre anglo-irakienne
- Campagne de Syrie
- Résistance en Grèce
- Opérations en Yougoslavie
- Opérations anti-partisans en Croatie
- Invasion anglo-soviétique de l'Iran
- Bataille de Madagascar
- Offensive de Belgrade
- Campagne d'Italie
- Résistance en Macédoine

Front d'Europe de l'Ouest

Front d'Europe de l'Est

Bataille de l'Atlantique

Guerre du Pacifique

Guerre sino-japonaise

Théâtre américain
La campagne des Balkans est une série d'opérations militaires entreprises par les forces du royaume d'Italie et du Troisième Reich allemand contre l'ensemble des pays de la péninsule des Balkans, à savoir l'Albanie, la Yougoslavie et la Grèce, du 26 avril 1939 au 1er juin 1941. Elle s'est soldée par la victoire des forces de l'Axe, privant l'Empire britannique du contrôle stratégique qu'il exerçait sur la région (par le biais surtout de leur présence en Grèce). Elle conduisit également à la mise en place de la Solution finale dans la région occupée.

## Contexte stratégique initial
Au pouvoir en Italie depuis 1922, le dictateur fasciste Benito Mussolini mène une politique expansionniste visant à l'établissement au long terme d'un nouvel Empire romain en Méditerranée. Jaloux de l'hégémonie allemande en Europe centrale due à l'annexion de l'Autriche, des Sudètes puis de la Bohème-Moravie, Mussolini veut étendre le territoire de son pays pour en faire la deuxième puissance de l'Axe. Présent en Libye dès 1911 (guerre italo-turque) et en Éthiopie depuis 1936, le Duce considère la péninsule des Balkans, où l'Italie avait déjà occupé l'Albanie de 1918 à 1920, comme sa chasse gardée. En outre, la présence britannique en Grèce inquiète les forces de l'Axe, à cause de la menace d'une possible ouverture d'un front au Sud comme à Salonique pendant la Première Guerre mondiale. La Turquie, neutre jusqu'alors dans le conflit mondial, constitue également un allié potentiel pour les Britanniques qui peuvent chercher à la rallier à leur cause. Par ailleurs, l'occupation des Balkans s'impose comme un pas de plus vers l'isolement de l'Égypte, que les Britanniques défendent depuis septembre 1940 face aux Italiens installés en Cyrénaïque.
Enfin, la jonction du Reich et de l'Italie au travers de l'Autriche désormais allemande offre de nouvelles opportunités en matière d'invasion terrestre en direction des Balkans, considérés par les Italiens comme appartenant à leur sphère d'influence. En juin 1940, la capitulation de la France et son occupation partielle par les Italiens libère l'Italie de la menace que représentait la France quand celle-ci garantissait par une alliance militaire, dite de la Petite Entente, la Tchécoslovaquie (disloquée depuis 1939), la Yougoslavie et la Roumanie (dépecée en 1940 en application du pacte germano-soviétique et du deuxième arbitrage de Vienne, devenue fasciste, intégrée dans l'Axe et laissant à l'Allemagne le monopole de ses champs pétrolifères).

## Invasion de l'Albanie
Au début de l'année 1939, le Royaume albanais s'impose comme un premier objectif évident dans la conquête italienne de la région des Balkans. Déjà occupée par les Italiens lors de la Première Guerre mondiale, sa proximité avec l'Italie favorise les conditions de débarquement et l'appui aérien de la Regia Aeronautica. De plus, l'île de Sazan et le port albanais de Vlorë sont d'une importance première dans la stratégie du Duce, car leur contrôle permettrait aux Italiens de verrouiller l'accès à la mer Adriatique qui borde la Yougoslavie, ce qui déboucherait sur des possibilités de blocus du pays, et interdirait tout débarquement allié dans la région. L'Albanie constitue en conséquence une tête de pont parfaite pour envahir l'ensemble de la péninsule grecque.

### Prémices
Auparavant occupée par l'Empire ottoman, l'Albanie accède à l'indépendance en 1912. L'Autriche-Hongrie et l'Italie sont alors à l'origine de la création d'un État albanais indépendant, dans le but d'éviter que l'Empire russe ne prenne le contrôle de la région. Cependant, en 1914, les Italiens saisissent le contexte de la Première Guerre mondiale pour occuper le sud de l'Albanie ; à l'issue du conflit, les Américains les forcent à retirer leurs troupes du sol albanais dès 1920.
L'Italie se tournera à nouveau vers l'Albanie deux ans plus tard, avec la montée au pouvoir de Benito Mussolini. L'arrivée de Zogou en 1925 renforce la présence économiques des Italiens en Albanie, Tirana les ayant autorisés à exploiter leurs ressources minérales. Si les deux parts ratifient des traités consacrant une alliance défensive en 1926 puis 1927 pendant que l'Italie aide au développement du petit État par des prêts bancaires et des formations militaires, c'est pour favoriser les implantations de colons italiens sur le territoire outre-Adriatique.
Cependant, le roi d'Albanie Zog Ier refuse en 1931 de renouveler le traité signé en 1926, malgré la pression exercée sur le gouvernement par Rome. Mieux, il délaisse progressivement les Italiens pour se tourner vers le reste des Balkans, la Yougoslavie et la Grèce, avec qui il conclura des alliances commerciales. Mussolini répondit par l'envoi de navires de guerre.
L'invasion italienne de l'Albanie s'explique également par le parallèle allemand que constitue l'Anschluss et l'annexion de la Tchécoslovaquie au Reich. Le Duce veut concurrencer son allié dans les Balkans avant qu'il ne s'y intéresse. Hitler ayant tenu les Italiens à l'écart lors des annexions successives, Mussolini va répondre de la même manière.
Si le roi d'Italie Victor-Emmanuel III critique ouvertement le risque que présente le plan de son Président du Conseil ce dernier envoie un ultimatum à Tirana le 25 mars 1939, exigeant l'autorisation de la présence de troupes italiennes sur le sol albanais. Zog Ier refusa tous les compromis ; le Duce prépara l'invasion.

### Campagne d'Albanie
Le 7 avril 1939, sur ordre de Mussolini, l'armée italienne envahit le Royaume albanais. Un corps expéditionnaire dirigé par le général Alfredo Guzzoni et fort de 100 000 hommes et 94 chars, transporté par 16 cargos protégés par une flotte comprenant 2 cuirassés, 7 croiseurs, 13 destroyers et 14 torpilleurs et divisé en 3 groupes est débarqué entre le 7 et le 9 avril dans plusieurs ports albanais.
Face à une telle concentration de troupes et de moyens, la petite armée albanaise, dont les effectifs, policiers et gendarmes compris, n'atteignaient pas les 20 000 hommes, ne peut tenter aucune action sérieuse de résistance. Le seul cas connu d'opposition armée fut celui des gendarmes du port de Durrës.
Le 7 avril 1939, une division italienne forte de 10 000 hommes débarque dans le port albanais de Durrës, à l'avant-garde de plus de 100 000 envahisseurs. 360 gendarmes albanais et les 140 marins de la marine royale en garnison au port défendent la ville. Dirigés par le colonel Abaz Kupi et le capitaine de corvette Mujo Ulqinaku qui meurt durant la bataille, ils tiennent non seulement plus de trente-six heures les soldats italiens en échec, mais repoussent également le premier assaut de la division italienne du général Giovanni Messe. Finalement, cette dernière ne doit son succès final que grâce à l'intervention de blindés et d'automitrailleuses contre lesquels les[Albanais ne pouvaient se défendre. Au total, les Italiens dénombrent 400 morts et une centaine de blessés tandis que les assiégés ne déplorent qu'environ 160 pertes.
C'est la seule bataille d'envergure de la campagne d'Albanie.

## La guerre italo-grecque, l'échec italien et l'intervention allemande

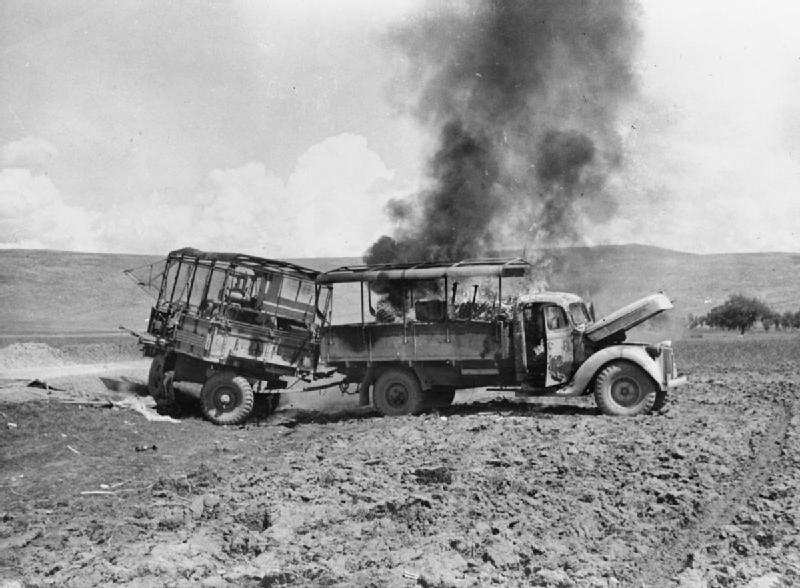
Camion anglais détruit lors de la bataille de Crète (mai 1941)

L'Italie échoua face à la résistance grecque rendant l'intervention allemande nécessaire.
L'Allemagne, en pleine préparation de l'opération Barbarossa, dut contrarier ses plans. Elle étudia un plan pour aider son allié italien en passant par la Yougoslavie. Hitler demanda alors à la Yougoslavie d'adhérer au pacte tripartite, ce qu'elle fit le 25 mars 1941.
Cependant deux jours plus tard, un coup d'État en Yougoslavie permit à celle-ci de basculer du côté des Alliés, mettant, en Albanie, l'armée italienne dans une position intenable. L'OKH prépara de toute urgence une invasion simultanée de la Yougoslavie et de la Grèce, l'opération MARITA.
De leur côté, les Britanniques envoyèrent un corps expéditionnaire en Grèce, prélevé à partir des troupes d'Afrique du Nord, ce qui eut pour effet d'affaiblir leurs forces dans ce secteur.
L'offensive allemande démarra en avril 1941 à partir de trois axes : le Nord de la Yougoslavie, à partir de l'Autriche et de la Hongrie, l'Est de la Yougoslavie à partir de la Roumanie, le Sud de la Yougoslavie à partir de la Bulgarie. Très rapidement l'armée yougoslave fut anéantie. L'offensive fut facilitée par des mouvements indépendantistes croates.
Puis, à partir de la Macédoine, les forces allemandes entrèrent en Grèce, contournant la ligne Métaxas. Le corps expéditionnaire anglais fut contraint d'évacuer rapidement, provoquant un second Dunkerque. Seule l'île de Crète restait aux mains des Alliés, qui fut conquise par la suite par les Allemands au cours de l'opération aéroportée Merkur (voir aussi bataille de Crète).
L'opération Merkur fut une nouvelle victoire allemande, cependant elle retarda l'invasion de l'Union soviétique qui était initialement prévue le 1er avril 1941 et ne débuta que le 22 juin 1941.
La campagne des Balkans se prolongea par des guerres de résistances - en Grèce, en Albanie, et surtout en Yougoslavie, avec un conflit particulièrement intense - qui durèrent jusqu'à la fin de la guerre en Europe. L'offensive sur Belgrade, en octobre 1944, par l'Armée rouge porte toutefois un coup décisif au cours du conflit.